# Едесгег
Едесгег (швед. Ödeshög) — містечко (tätort, міське поселення) на Півдні Швеції в лені  Естерйотланд. Адміністративний центр комуни Едесгег.

## Географія
Містечко знаходиться на березі озера Веттерн у західній частині лена  Естерйотланд за 250 км на південний захід від Стокгольма.

## Історія
Внаслідок муніципальної реформи 1862 року поселення Едесгег увійшло до складу однойменної ландскомуни. У 1971 році увійшов до складу комуни Едесгег.

## Населення
Населення становить 2 672 мешканців (2018). 

## Галерея

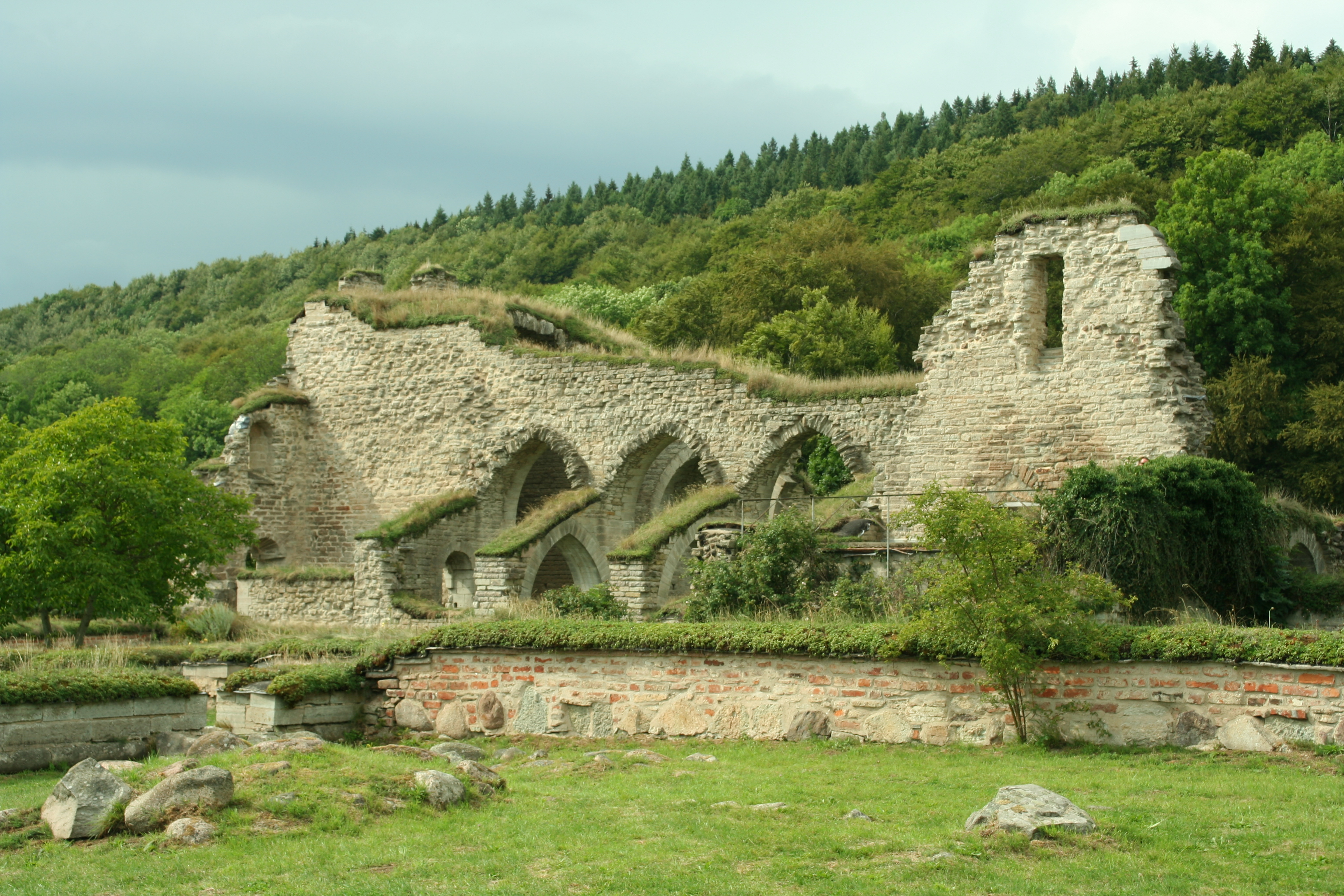
Руїни монастиря
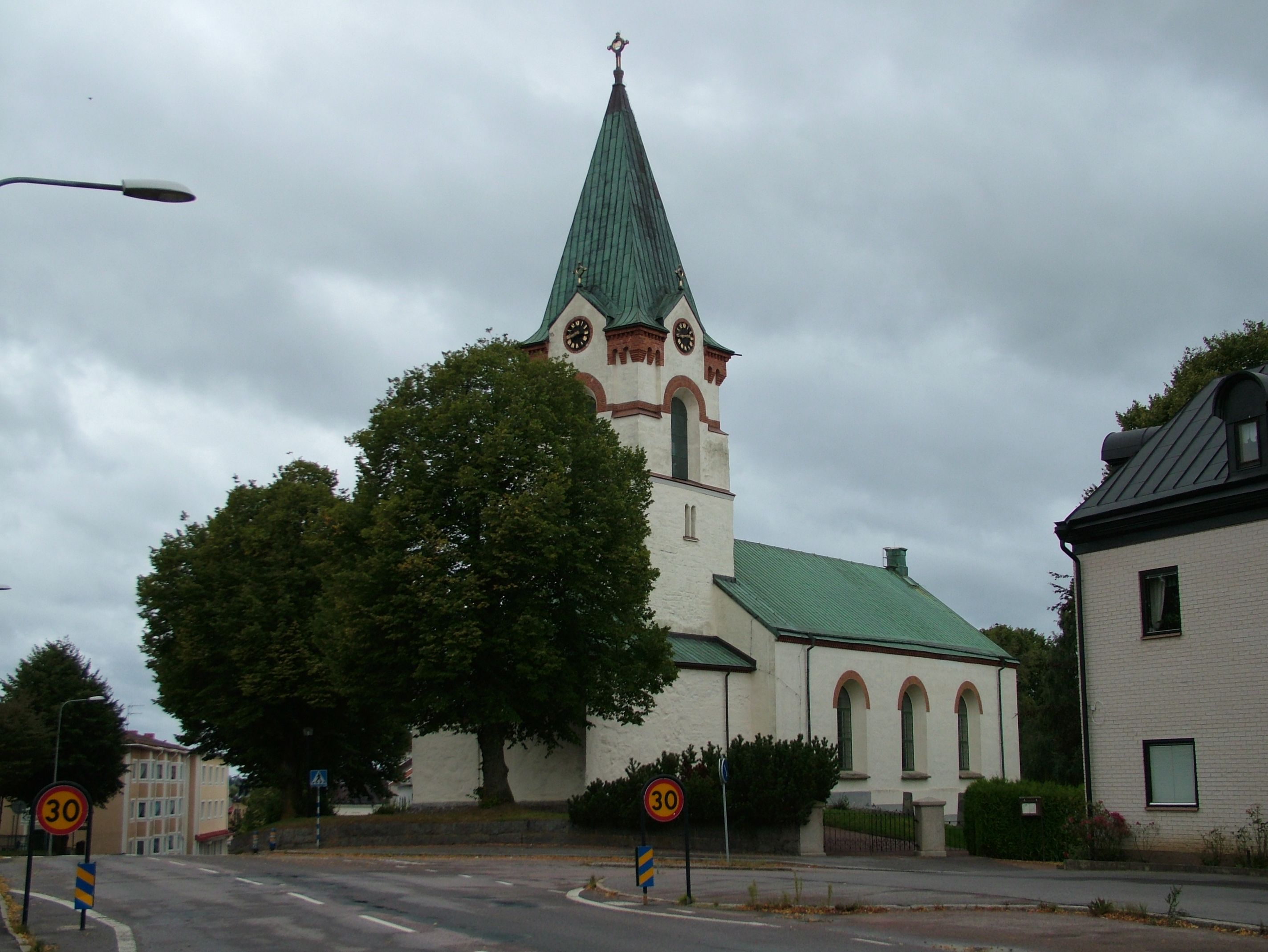
Церква
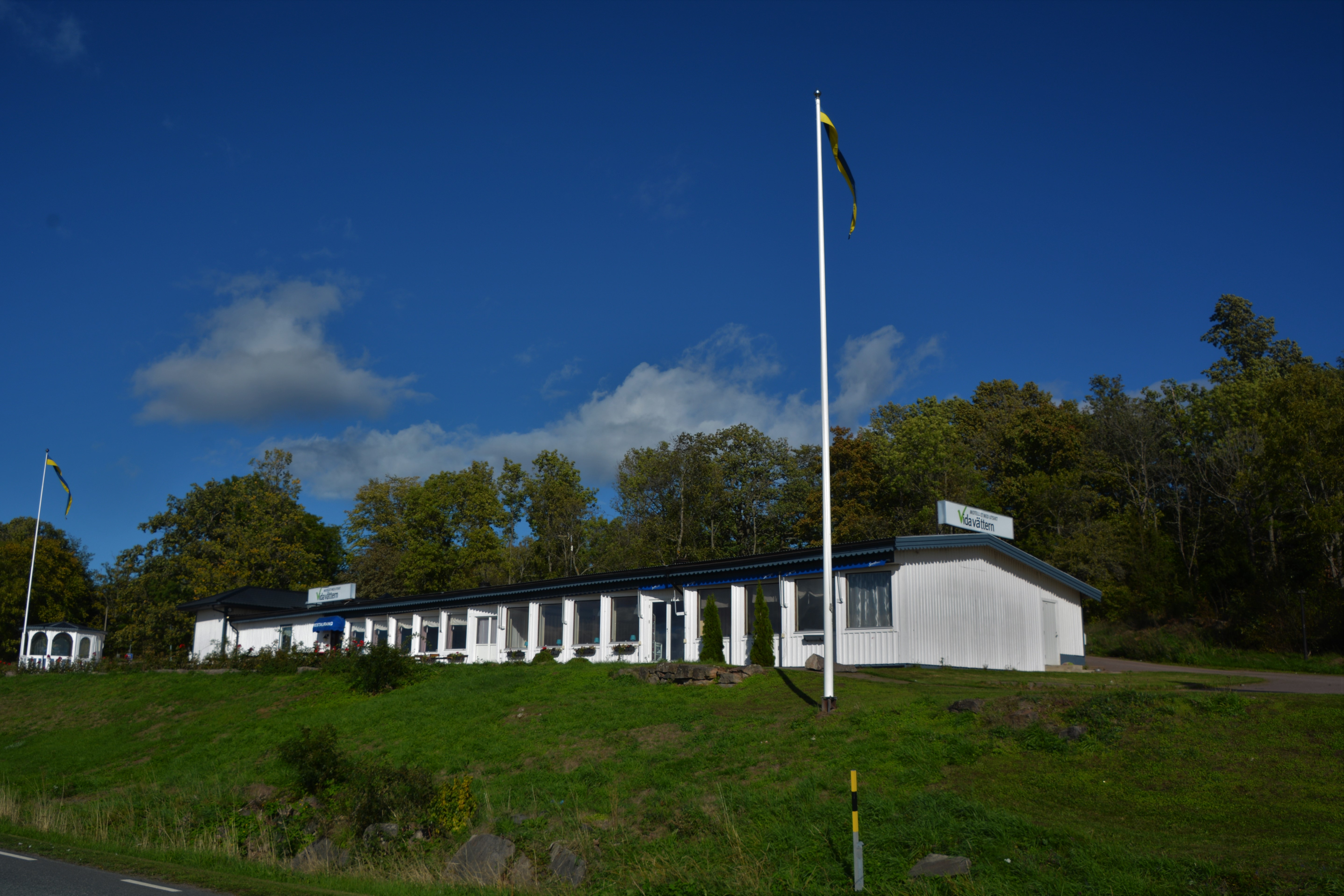
Мотель

## Покликання
- Сайт комуни Едесгег [Архівовано 9 червня 2019 у Wayback Machine.]